# Forces maritimes du Pacifique
Les Forces maritimes du Pacifique ou FMAR[P] (Maritime Forces Pacific ou MARPAC en anglais) sont la structure organisationnelle de la Marine royale canadienne des Forces canadiennes (FC) de l'Ouest du Canada responsable de l'océan Pacifique. Elles sont basées à la Base des Forces canadiennes Esquimalt à Esquimalt en Colombie-Britannique et comprennent la Flotte canadienne du Pacifique, l'Installation de maintenance de la Flotte Cape Breton, le Centre d'analyse des données acoustiques, l'école navale des FC à Esquimalt et le Bureau des services hydrographiques d'Esquimalt,. Elles sont commandées par le contre-amiral Art McDonald MSM, CD.

## Rôle
Les Forces maritimes du Pacifique sont responsables des opérations militaires dans les eaux de l'océan Pacifique, en plus de couvrir un territoire domestique totalisant 1,7 million de kilomètres carrés.

## Effectif et équipement
En 2011, les FMAR[P] emploient environ 6 000 personnes dont environ 4 000 militaires. Les FMAR[P] opèrent cinq frégates, un sous-marin et six navires de défense côtière. Le 4e Groupe des opérations maritimes supervise aussi l'unité de sécurité portuaire (USP) et l'unité de contrôle naval de la navigation commerciale (UCNNC). Une unité de plongeurs lui est également assignée (Unité de plongée de la Flotte (Pacifique).

## La Flotte canadienne du Pacifique

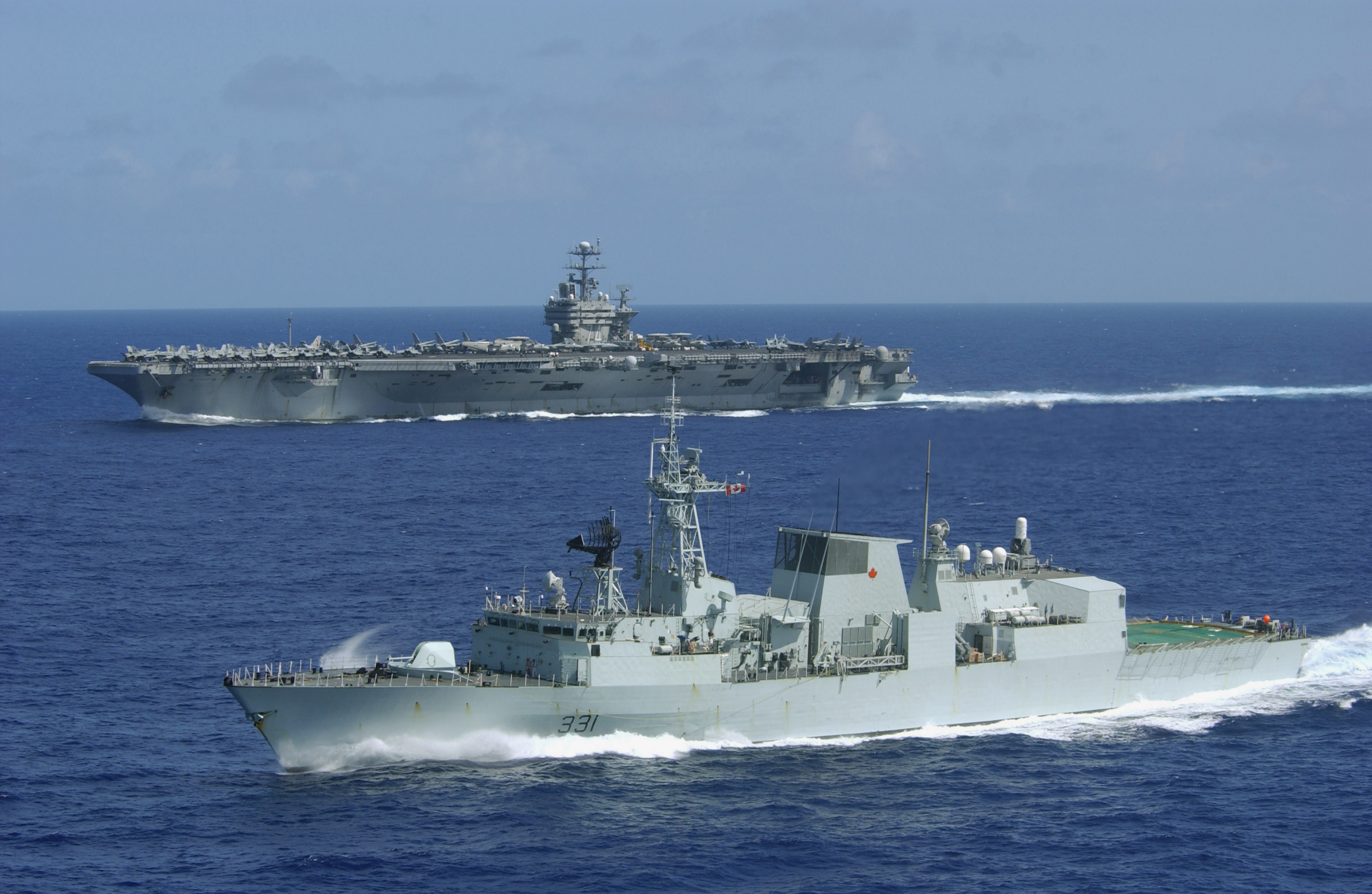
NCSM Vancouver (FFH 331) aux côtés de l'USS John C. Stennis (CVN-74).

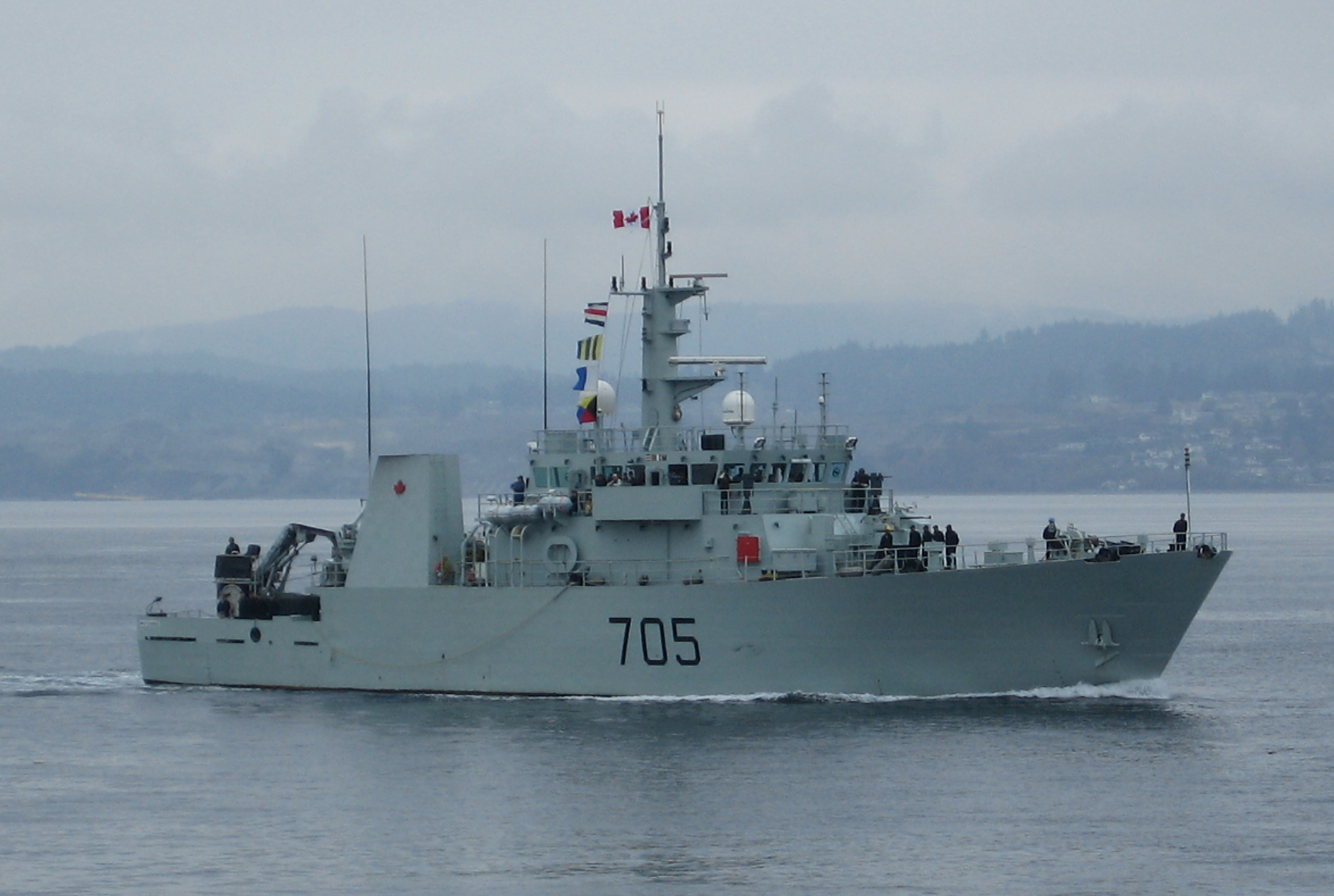
NCSM Whitehorse (MM 705)

| Classe                                      | Navire                                                     |
| ------------------------------------------- | ---------------------------------------------------------- |
| Classe Halifax (frégate)                    | NCSM Vancouver (FFH 331)                                   |
| Classe Halifax (frégate)                    | NCSM Regina (FFH 334)                                      |
| Classe Halifax (frégate)                    | NCSM Calgary (FFH 335)                                     |
| Classe Halifax (frégate)                    | NCSM Winnipeg (FFH 338)                                    |
| Classe Halifax (frégate)                    | NCSM Ottawa (FFH 341)                                      |
| Classe Kingston (navire de défense côtière) | NCSM Nanaimo (MM 702)                                      |
| Classe Kingston (navire de défense côtière) | NCSM Edmonton (MM 703)                                     |
| Classe Kingston (navire de défense côtière) | NCSM Whitehorse (MM 705)                                   |
| Classe Kingston (navire de défense côtière) | NCSM Yellowknife (MM 706)                                  |
| Classe Kingston (navire de défense côtière) | NCSM Saskatoon (MM 709)                                    |
| Classe Kingston (navire de défense côtière) | NCSM Brandon (MM 710)                                      |
| Classe Victoria (sous-marin)                | NCSM Victoria (SSK 876)                                    |
| Voilier                                     | NCSM Oriole (KC 480) (historique et entraînement de voile) |